# Cantonul Lauzès
Cantonul Lauzès este un canton din arondismentul Cahors, departamentul Lot, regiunea Midi-Pyrénées, Franța.

## Comune
- Blars
- Cabrerets
- Cras
- Lauzès (reședință)
- Lentillac-du-Causse
- Nadillac
- Orniac
- Sabadel-Lauzès
- Saint-Cernin
- Saint-Martin-de-Vers
- Sauliac-sur-Célé
- Sénaillac-Lauzès